# دیورسمره
دیورسِمِره (به مجاری:  Győrszemere) یک شهرداری در مجارستان است که در ناحیه تت واقع شده‌است. دیورسمره ۳۳٫۱۱ کیلومتر مربع مساحت و ۳٬۰۳۹ نفر جمعیت دارد.